# 马镇站
馬鎮站位于中华人民共和国江苏省无锡市江阴市霞客大道与西街路交叉口东南侧，是无锡地铁S1线的地铁车站，为高架三层侧式车站。车站共设置4个出入口。

## 車站構造
馬鎮站为地上三层高架车站，站厅区位于二层，设有自动售检票系统、客服中心及11台自动取款机等；三楼是乘客购票后进闸候车的站台区。在高架站台上，设有约30平方米的空调候车室。周边的客流大多以上班族为主，设有4个出入口，並设置直升直降的电梯，可以供残疾人使用。

### 楼层分布
| 地上三层          | 站台   | \| 側式 · 開右邊车门 \| \| \| \| \| \| █ S1线往江阴外滩（青阳） \| \| \| \| █ S1线往南方泉（堰橋） \| \| 側式 · 開右邊车门 \| \| \| |
| 地上二层          | 站厅   | 客服中心、自动售票机、验票机 |
| 地面              | 出入口 | 1-4出入口 |
| 側式 · 開右邊车门 |        | |
|                   |        | █ S1线往江阴外滩（青阳） |
|                   |        | █ S1线往南方泉（堰橋） |
| 側式 · 開右邊车门 |        | |

### 出入口信息
馬鎮站共设4个出口，各出口及周围设施如下所示：
| 出口编号            | 地点 | 可到达目的地 |
| ------------------- | ---- | ------------ |
| 1 · 出口            |      |              |
| 2 · 出口 · （设有） |      |              |
| 3 · 出口            |      |              |
| 4 · 出口            |      |              |
| 图例： 设有         |      |              |

## 接驳交通
657路、江阴501路、江阴503路